# Лавраєнер
Лавра́єне́р (рос. Лавраенер, марій. Лавраэҥер) — присілок у складі Сернурського району Марій Ел, Росія. Входить до складу Марісолинського сільського поселення.

## Населення
Населення — 179 осіб (2010; 170 у 2002).
Національний склад (станом на 2002 рік):
- марі — 97 %